# Goniomonadales
Ordre
Les Goniomonadales sont un ordre d'algues de l'embranchement des Cryptista, et de la classe des Goniomonadea.

## Liste des familles
Selon AlgaeBase (28 août 2022) :
- Goniomonadaceae D.R.A.Hill, 1991

## Systématique
L'ordre des Goniomonadales a été créé en 1993 par Gianfranco Novarino (d) et Ian A.N. Lucas (d),. Le nom correct complet (avec auteur) de ce taxon est Goniomonadales Novarino & I.A.N.Lucas, 1993.

## Publication originale
- (en) Gianfranco Novarino et Ian A.N. Lucas, « Some proposals for a new classification system of the Cryptophyceae », Botanical Journal of the Linnean Society, Wiley-Blackwell, Linnean Society of London et OUP, vol. 111, no 1,‎ janvier 1993, p. 3-21 (ISSN 0024-4074 et 1095-8339, DOI 10.1111/J.1095-8339.1993.TB01886.X).